# Leptaulax mindanaoensis
Leptaulax mindanaoensis es una especie de coleóptero de la familia Passalidae.

## Distribución geográfica
Habita en Mindanao (Filipinas).